# Ramsayornis
Ramsayornis es un género de aves paseriformes perteneciente a la familia Meliphagidae. Contiene dos especies reconocidas científicamente.

## Especies
- Ramsayornis modestus - mielero modesto;
- Ramsayornis fasciatus - mielero pechibarrado.